# Plecoptera delos
Plecoptera delos är en fjärilsart som beskrevs av Pierre E.L. Viette 1972. Plecoptera delos ingår i släktet Plecoptera och familjen nattflyn. Inga underarter finns listade i Catalogue of Life.